# Ruw traliehorentje
Het ruw traliehorentje (Parthenina interstincta, synoniem Chrysallida interstincta) is een slakkensoort uit de familie van de Pyramidellidae. De wetenschappelijke naam van de soort werd in 1797 voor het eerst geldig gepubliceerd door J. Adams.

## Beschrijving
Het ruw traliehorentje is een tot 4 mm klein huisjesslak die wit of crèmekleurige is. De stevig spitsvormig horentje heeft 6-7 matig bolle windingen. Deze soort wordt ectoparasitair gevonden op oesters en andere mantelschelpen, waarvan met de zuigstekel in de proboscis lichaamssappen worden opgezogen.

## Verspreiding en leefgebied
De vrij wijd verspreide P. interstincta Komt voor in de noordelijk Atlantische Oceaan, van Noord-Noorwegen, via de Noordzee en de Britse Eilanden tot aan de Canarische Eilanden, Madeira en in de gehele Middellandse Zee. Het kan zowel op zandige als rotsachtige bodems leven, vanaf de laagwaterlijn tot diepten van 90 meter of meer.